# Eria earine
Eria earine är en orkidéart som beskrevs av Henry Nicholas Ridley. Eria earine ingår i släktet Eria och familjen orkidéer. Inga underarter finns listade i Catalogue of Life.